# Logical Progression
Albums de LTJ Bukem
Delitefol
(1991) Demon's Theme/A Couple Of Beats
(2000)
Logical Progression est un album de LTJ Bukem, sorti en 1996.

## L'album
Classique du drum and bass, il fait partie des 1001 albums qu'il faut avoir écoutés dans sa vie.

### Titres
Tous les titres sont de LTJ Bukem, sauf mentions. 
1. Demons Theme (8:00)
2. Links (Tom Middleton, Mark Pritchard) (avec The Chameleon) (7:36)
3. Music (8:40)
4. One and Only (Mike Bolton) (avec PFM) (9:20)
5. Bringing Me Down (R. Taylor) (avec Aquarius) (6:45)
6. Dannys Song (avec PFM)(8:00)
7. Vocal Tune (avec Peshay) (7:44)
8. Coolin' Out (6:54)
9. The Western (Mike Bolton) (avec PFM) (6:06)
10. Horizons (6:56)
11. Airtight (Funky Technicians) (avec Funky Technicians) (8:13)
12. New Element (4:35)
13. Drum in a Grip (avec Wax Doctor) (4:46)
14. Soloution (Ils & Solo) (avec Ils & Solo) (4:58)
15. In Too Deep (Jay Hurren) (avec JMJ & Flytronix) (6:07)
16. So Long (avec Seba & Lo-Tek) (9:10)
17. Pharaoh (avec Photek) (5:44)
18. After Hours (Duncan Hutchison, P. Parsons) (avec DJ Trace) (4:58)
19. Groove Therapy (avec Universal) (6:02)
20. Mind Games (avec DJ Crystl) (10:07)